# Заверешиця
Заверешиця (інколи — Заверещиця, оскільки назва походить від річки Верещиці, Цунів — назва села до 1946 року)  — село в Україні, у Городоцькій міській об'єднаній територіальній громаді Львівському районі Львівської області. Населення становить 1388 осіб. Орган місцевого самоврядування — Городоцька міська рада.

## Географія
Витягнуте зі сходу на захід вздовж річки Верещиці на приблизно 3 км, у той час як у найширшому місці село не має і кілометра. У межах села знаходиться дві залізничні зупинки на лінії Львів-Мостиська-2: Цунів та Затока (хоча власне село Затока знаходить доволі далеко, і навіть не відноситься до Городоцького району), одна школа — Заверешицька загальноосвітня школа І-ІІІ ступенів Берегиня, поруч з селом — Аеродром «Цунів». На півночі відділена річкою Верещицею від села Зушиці, на сході практично зливається з селом Повітно. За західною окраїною села розташоване дачне містечко.

## Історія
Серед опублікованих матеріалів перша згадка про село Цунів датується 1456 р. «Казимир Ягеллончик дозволяє Львівському архієпископові Григорію з Санока викупити села Кам'янобрід, Чунів і Зушичі з рук тих, хто отримав їх від Короля в Заставу. Села були в Климентія, громадянина Львівського, а Зушичі у синів чи дочок покійного Дзика». З часом назва змінилась на Цунів. До грудня 1939 р. с. Цунів належало до Городоцького повіту Львівського воєводства, а з грудня 1939 р. — Янівського (Івано-Франківського району) Львівської області.
До Другої світової війни село складалося з двох сіл: с. Цунів і с. Зушиці, у 1946 році села об'єднали під спільною назвою с. Заверешиця (за назвою річки Верещиці, яка протікає через село).

## Населення

### Мова
Розподіл населення за рідною мовою за даними перепису 2001 року:
| Мова       | Кількість | Відсоток |
| ---------- | --------- | -------- |
| українська | 1386      | 99.86 %  |
| російська  | 2         | 0.14 %   |
| Усього     | 1388      | 100 %    |

## Пам'ятки

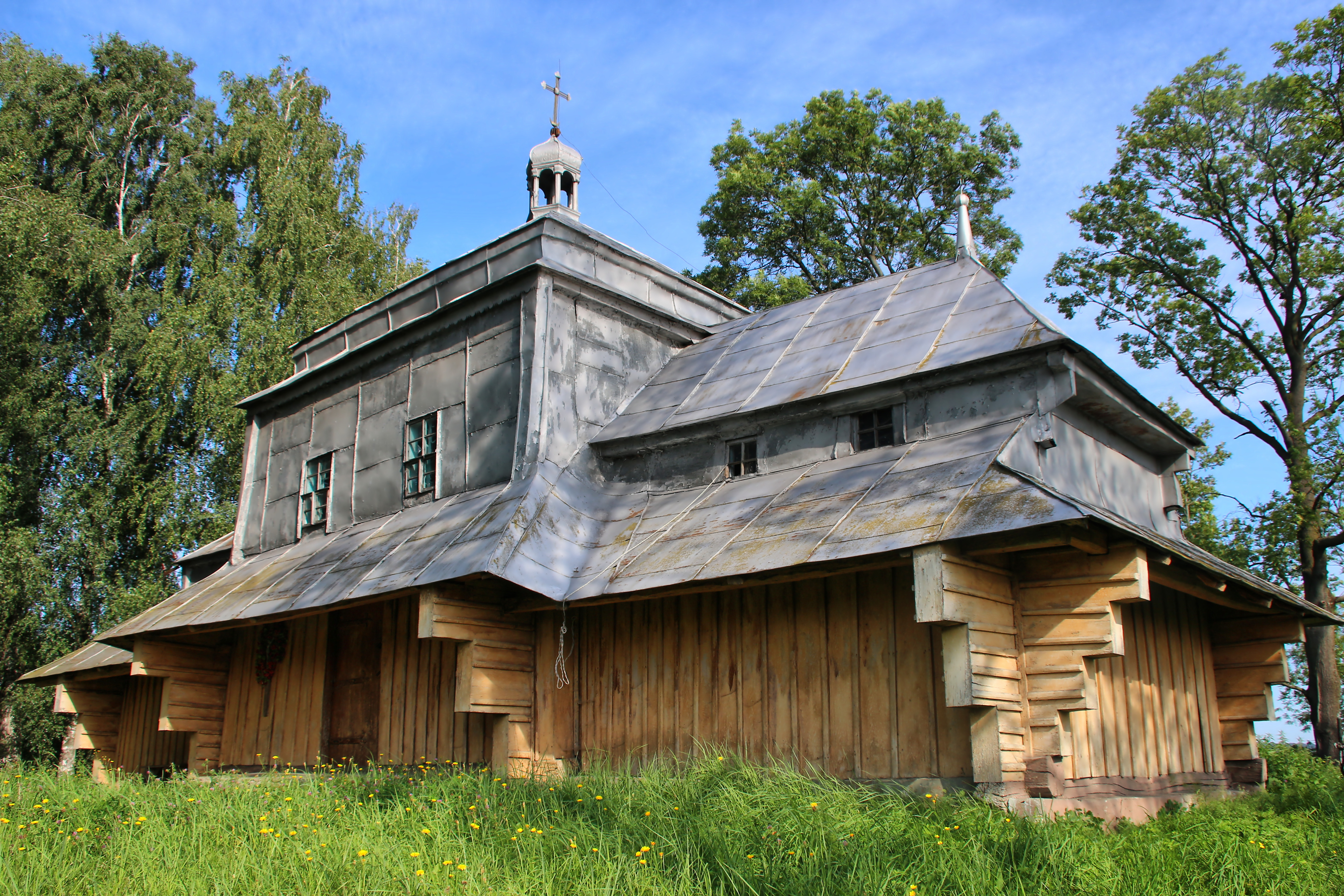
Церква Пресвятої Богородиці (1693)

У селі є дерев'яна церква (храм Пресвятої Богородиці 1693 р.) та монумент на честь борців, героїв, мучеників за волю України.

## Постаті
- Климко Іван Миколайович (1930—2007) — український кераміст, живописець.
- Павлишин Іван Іванович (1994—2022) — старший сержант Збройних сил України, учасник російсько-української війни. Герой України з удостоєнням ордена «Золота Зірка» (посмертно).